# Карло Хошек
Карел (Карло) Антон Хошек, известен като Антон Чеха (на чешки: Karel Anton Hošek), е български революционер по националност чех, тиквешки войвода на Вътрешната македоно-одринска революционна организация.

## Биография
Карло Антон Хошек е роден през 1871 година в Прага. Присъединява се към ВМОРО и от есента на 1905 година е четник при кривопаланечкия войвода Петър Ангелов заедно с Рудолф Голият от Виндишгрец. От април 1906 година е четник при тиквешкия войвода Добри Даскалов, в чийто район по-късно е назначен за самостоятелен войвода. През февруари 1907 година четите на Карло Хошек и Добри Даскалов дават отпор на чети на сръбската пропаганда в Македония във Велешко. На 24 февруари заедно с прилепски чети обграждат сръбска чета от 80 души край Владиловци, като в сражението Карло Хошек и двама негови четници са убити.